# Artinama qinghuoensis
Artinama qinghuoensis is een keversoort uit de familie Elateridae. De wetenschappelijke naam van de soort werd voor het eerst geldig gepubliceerd in 1986 door Lin.